# Sarah Jessica Parker
Sarah Jessica Parker (Nelsonville, Ohio, 25. ožujka 1965.) je američka glumica. Najpoznatija je po slavnoj seriji "Seks i grad".

## Mlade godine
Sarah Jessica Parker se rodila kao dijete Stephena Parkera, židovskog biznismena, i Barbare Parker. Njeni roditelji su se razveli rano u njenom djetinjstvu a njena majka se udala za Paula Forstea, vozača kamiona. Odrasla je tako uz očuha i sedam braće i sestara. Kao mlada djevojka je trenirala balet te se pridružila Broadwayu. Kada se njena obitelj premjestila u New York počela je razvijati karijeru kao dječja glumica. Pohađala je Dwight Morrow srednju školu, američku školu baleta, školu kreativnih umjetnosti i profesionalnu dječju školu. Dobila je ulogu u kazališnoj predstavi “Moje pjesme, moji snovi” a kasnije i u “Annie”.

## Karijera
1982. je dobila ulogu u humorističnoj seriji “Square Pegs” a dvije godine kasnije i u filmu “Footloose”. Robert Downey Jr. je glumac s kojim je započela vezu koja je trajala sve do 1991., iako je on imao probleme s drogom. U 1990-ima je njena karijera počela stjecati na značaju – 1991. je nastupila u hvaljenoj romantičnoj komediji “Priča iz L.A.-a”, a kasnije u “Medeni mjesec u Vegasu”. S Timom Burtonom je snimila dva filma, “Ed Wood” i “Mars napada”.
1998. je natupila kao kolumnistica Carrie Bradshaw u seriji “Seks i grad”. Ta serija je postala ogromni uspjeh a njena uloga je ostala njen zaštitni znak. Za to je osvojila 4 Zlatna globusa i Emmy.
2000. je bila voditeljica emisije MTV Movie Awards. Poznata je i po smislu za modu. John Kennedy Jr. je također bio jedan od njenih ljubavnika, kao i pjevač Joshua Kadison. 1997. se udala za glumca Matthewa Brodericka s kojim je dobila sina, Jamesa Wilkea Brodericka. Članica je udruge „Hollywood’s Women’s Political Committee“ i predstavnica UNICEF-ove udruge „Performing Arts“.

## Izabrana filmografija
- 1984. - Footloose
- 1986. - Navigatorov let
- 1991. - Priča iz L. A.
- 1992. - Medeni mjesec u Vegasu
- 1993. - Hokus-pokus
- 1994. - Ed Wood
- 1995. - Rapsodija u Miamiju
- 1996. - Klub prvih supruga
- 1996. - Mars napada
- 1998. - Seks i grad (serija) – osvojen Zlatni globus
- 2005. - Obiteljski kamen – nominacija za Zlatni globus

## Vanjske poveznice
- IMDb profil
- Notable Names Database
- Intervju  Arhivirana inačica izvorne stranice od 6. rujna 2009. (Wayback Machine)
- Celebritywonder.com